# Bernsau (Adelsgeschlecht)

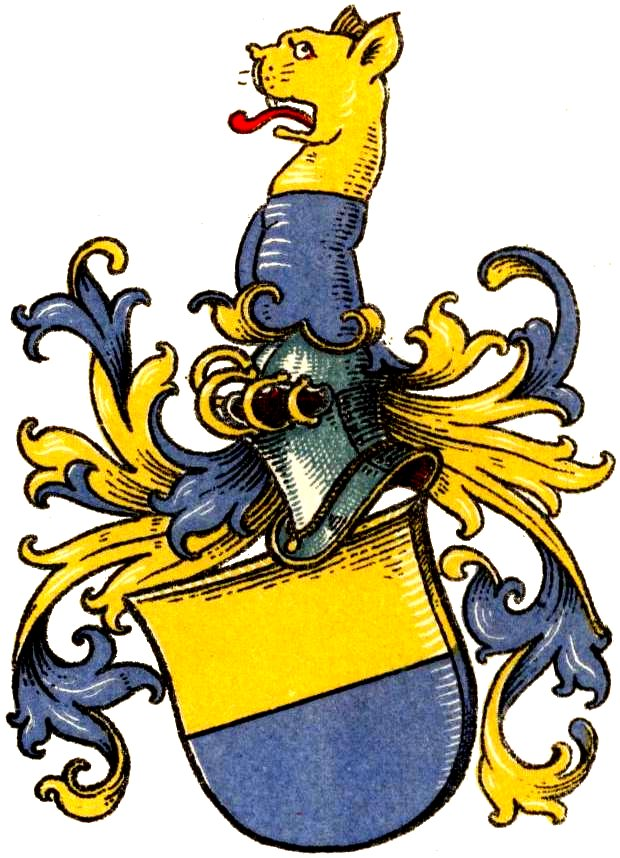
Stammwappen derer von Bernsau

Bernsau ist der Name eines bergischen Uradelsgeschlechts, dessen lückenlose Stammfolge bis in die Mitte des 12. Jahrhunderts reicht.

## Geschichte
Zunächst Ministeriale der Grafen von Berg und Erzbischöfe von Köln, stellten sie mit Gerhard von Bernsau von 1243 bis 1261 den kurkölnischen Truchsess. Im Limburger Erbfolgestreit wechselten die Bernsau auf die Seite der Stadt Köln. 1348 wurden sie Lehnsmänner der Abtei St. Michael bei Siegburg, die in jahrhundertelanger Fehde mit den Grafen von Berg lag.
Das Geschlecht war auf der Burg Bernsau in der Aggerniederung im Norden der heutigen Stadt Overath ansässig. In der ersten Hälfte des 14. Jahrhunderts erbaute es die benachbarte Burg Großbernsau, die es an die Abtei St. Michael verkaufte, um sodann mit ihr belehnt zu werden.
1715 starb das Geschlecht in den adeligen Linien mangels legitimer Nachkommen mit dem Tod des kaiserlichen und kurkölnischen Generals Heinrich Ferdinand Freiherr von Bernsau aus.
Es pflanzte sich jedoch über die beiden rechtmäßig anerkannten vor- und nachehelichen Söhne Wilhelms V. (III.) von Bernsau (1514–1572), Herr zu Hardenberg und Mitherr zu Anger, fort – beginnend mit Reinhard Bernsau (ca. 1540–1615), Richter und Rentmeister zu Hardenberg und Heinrich Bernsau (nach 1550–vor 1618), Rentmeister zu Anger.

## Ursprung
Vielfach wird auch der Name Bärenau genannt. Man beruft sich dabei auf die Sage von der Tochter Jutta der Gräfin Gerita von der Burg Bensberg, die von einer Bärin entführt worden sein soll und in der Aggeraue neben der von einem Blitz getroffenen Bärin unbeschadet wiedergefunden wurde.

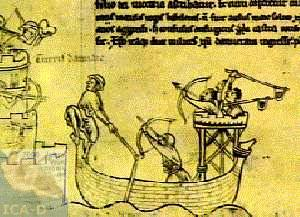
Belagerung von Damiette 1218

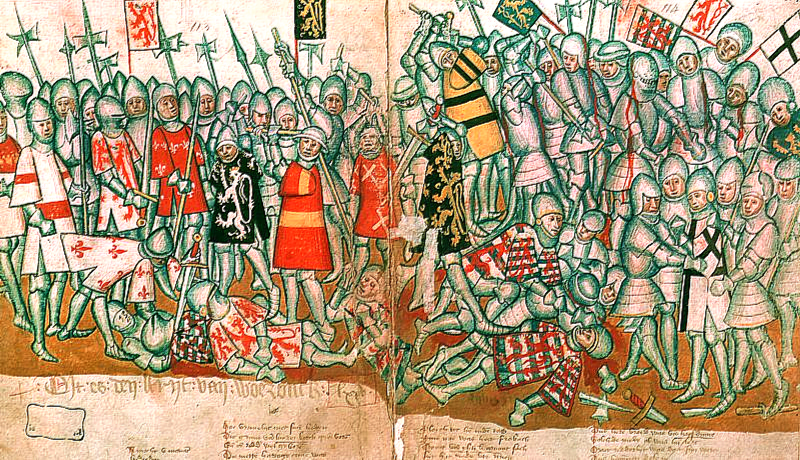
Schlacht von Worringen 1288

Als Adolf III. von Berg (1193–1218) im Frühjahr 1218 in Bensberg zur Teilnahme am Fünften Kreuzzug rüstete, befanden sich in seinem Gefolge Adolphus de Bernsowe und Theodericus, sein Bruder. Mit einem weiteren Bruder, Henricus de Bernsovle, schloss sich Adolph seinem Herrn auf der Fahrt ins Heilige Land an. Am 15. Juli 1218 sind die beiden Brüder mit ihrem Vetter Remboldus de Bernsovle bei der Belagerung von Damiette Zeugen einer Schenkung Adolfs des III., wobei die beiden Brüder als Söhne Adolfs (des Älteren) de Bernsovle (* um 1160; † vor 1218) aufgeführt werden. Mit dem Letztgenannten beginnt die Stammfolge.
Ende August 1218 fiel Damiette in die Hände der Kreuzfahrer. 1222 und 1224 traten die drei Brüder gemeinsam in der Heimat als Zeugen in Urkunden des Erzbischofs von Köln und – da sein Bruder Adolf III. vor Damiette an einer Seuche verstorben war – Grafen von Berg Engelbert auf.
Adolf Bernsau, der Kreuzfahrer, wurde Herr auf Bernsau und pflanzte das Geschlecht fort. Sein Bruder Heinrich de Bernshowe findet sich 1229 im Gefolge des Erzbischofs Heinrich von Köln. Der dritte Bruder, Theodoricus clericus de Bernsowe, trat in den geistlichen Stand.
1243 erscheint Adolfs Sohn Gerhardus de Berensovle als Truchsess Kurkölns.
Dessen vier Söhne Ulrich, Adolf, Giselbert und Tilman von Bernsau quittierten am 28. Februar 1291 der Stadt Köln in einer mit dem Bernsauschen Siegel versehenen Urkunde die Auszahlung ihnen zustehenden Soldes, werden also 1288 in der Schlacht von Worringen für die Stadt gegen den Erzbischof gestanden und den Sold für ihre Fehdedienste erhalten haben.
Emmerich von Bernsau (1285/90–nach 1363) wurde 1348 mit Burg Großbernsau belehnt.
Emmerichs Enkel Wilhelm I. von Bernsau (1360/70–nach 1418) befand sich 1411 in Fehde mit der Stadt Köln.

## Wappen
Das Stammwappen ist von Gold über Blau geteilt. Das Siegel des Ritters Emberich von Bernsau von 1357 zeigt eher ein Schildhaupt. Auf dem Helm mit blau-goldener Helmdecke ein wie der Schild bezeichneter wachsender Rüdenrumpf, der in Anlehnung an den Geschlechtsnamen auch bärengleich erscheint. Die Helmzier wurde aber auch als wachsender Eselsrumpf gezeichnet.

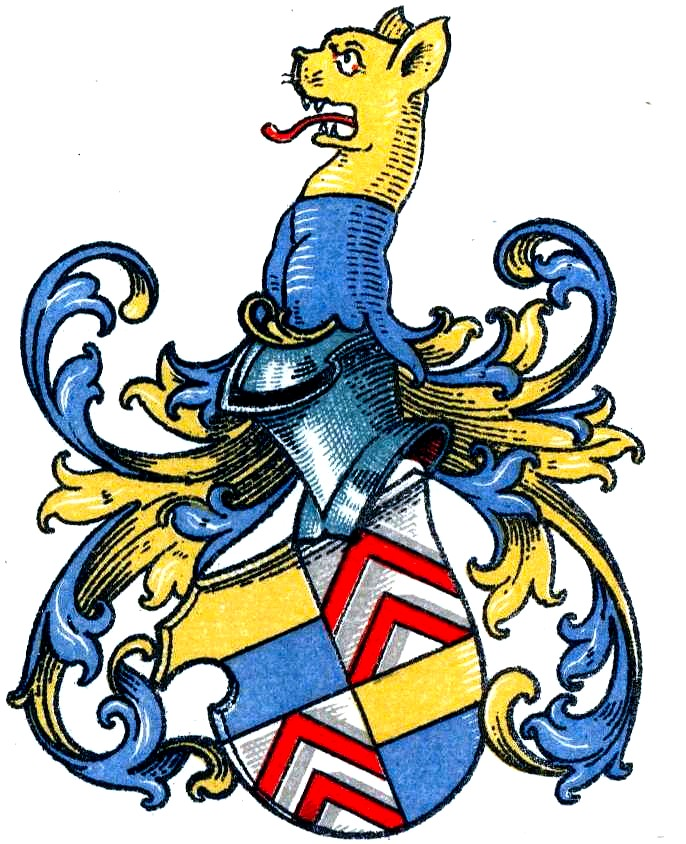
Wappen derer von Bernsau zu Hardenberg

Die spätere Variante derer von Bernsau zu Hardenberg (1529) zeigt einen gevierten Schild: in Feld 1 und 4 das Stammwappen, in Feld 2 und 3 das (farbengewechselte) Wappenbild der westfälischen von Hardenberg.

## Namensträger
- Gerhard von Bernsau (etwa 1215–1249/50), kurkölnischer Truchsess
- Wilhelm II. von Bernsau (1410/20–1489), 1444 Teilnehmer der Hubertusschlacht bei Linnich, Ritter des Hubertusordens ⚭ eine Tochter des Wilhelm von Nesselrode († 1474), Herr zu Stein, Amtmann von Windeck und Landdrost von Berg
- Margarethe von Bernsau, 1527 Hofmeisterin der Kurprinzessin von Sachsen
- Wilhelm V. (III.) von Bernsau (1514–1572), Herr zu Hardenberg, Bergischer Marschall
- Heinrich von Bernsau, 1593–1625 Komtur der Johanniterkommende Lage
- Wilhelm VI. (IV.) von Bernsau (1550–1595/96), Herr zu Hardenberg, Bergischer Marschall ⚭ Magdalena Gräfin von Daun-Falkenstein, Schwester des Grafen Wirich VI. von Daun-Falkenstein
- Wirich von Bernsau (1582–1656), klevischer Staatsmann
- Johann Sigismund von Bernsau (1606/07–1655), Herr Zu Hardenberg, konvertierte 1649 zur Katholischen Kirche ⚭ 1633/34 Anna von Asbeck (1590–1685), rief 1676 die Franziskaner nach Neviges, 1680 wurde ein Gnadenbild Mariens nach Neviges gebracht, das die Nevigeser Wallfahrt begründete
- Agnes Elisabeth von Bernsau († 1675) ⚭ Jakob von Rottkirchen († 1676), 1665/1675 Bürgermeister von Köln
- Margarethe Gertrud von Bernsau († 1702) ⚭ Franz Caspar Adrian Graf Schellart von Obbendorf (1628–1701), kaiserlicher Kammerherr, Generalfeldmarschall, Gesandter und Statthalter zu Düsseldorf, Amtmann von Gladbach und Grevenbroich, Herr zu Müggenhausen, Iversheim, Grempten, Rhunen, Bellinghoven; Graf Schellart erzwang die konfessionsverschiedene Eheschließung, nachdem sie in Düsseldorf abgelehnt worden war, in Bernsauschem Gebiet in Homberg, indem er mit der schwerbewaffneten kurfürstlichen Leibgarde vor dem Haus des Pastors Gottfried Peill erschien und Peill sowie die ganze Gemeinde auf das Schwerste bedrohte[6]
- Heinrich Ferdinand Freiherr von Bernsau und Schönheim († 1715), kurkölnischer Generalwagenmeister, kaiserlicher Generalfeldwachtmeister (Generalleutnant)
- Johannes Bernsau (1675–1750), Bürgermeister von Elberfeld
- Katharina Helena Bernsau (1710–1792) ⚭ Johann Heinrich Maurenbrecher (1691–1753), Kurpfälzischer Kommerzienrat, Postmeister und Weinhändler